# Zarlagab
Zarlagab, Sarlagab, vagy Nikillagah guti uralkodó a középső kronológia szerint az i. e. 22. század második negyedében. Neve szerepel a sumer királylistákon, valamint említi Sarkalisarri egyik évneve, amely a j-jelölést kapta.
j: mu dšar-ka3-li2-šar3-ri2 uš-ši3 e2-an-nu-ni-tim u3 e2-da-ba4 in ka2-dingirki iš-ku-nu u3 šar-la-ak lugal gu5-ti-imki ik-mi-u3
„év (amelyben) Sarkalisarri megalapozta Annunitum istennő és Aba isten templomát Babilonban, és (amelyben) foglyul ejtette Gutium királyát, Sarlakot.”
Ez az első kézzelfogható bizonyíték a gutik mezopotámiai jelenlétéről, a korábbiak csak a sumer királylistán alapulnak, illetve a legendás Sarrukín bizonytalan említése. A Sarrukín alatt foglyul ejtett guti uralkodót is Zarlaknak nevezték, így a nevek és események ismétlődése joggal veti fel azt a feltételezést, hogy Zarlak és Zarlagab azonos személy, akiket a későbbi történetírók kevertek Sarkalisarri helyett Sarrukín idejébe. Zarlagab további sorsáról semmit sem tudni, valószínűleg a fogságban halt meg, utódja Sulme lett.